# Marketing Automation
Marketing Automation är ett begrepp som innebär automatiserad och riktad marknadsföring baserad på kundens, eller den presumtiva kundens, beteende. Genom ett system, en plattform, som kan lagra och hantera data från användares aktiviteter på Internet kan marknadsföring genomföras som baseras på det beteende som identifierats. 
Automatiserad marknadsföring kan förekomma som riktade annonser (banners) på en webbsida, e-postutskick, SMS eller sökresultat på exempelvis Google eller Bing. Den typ av marknadsföring man kan exponera för användaren beror på vilken typ av data som kunnat lagras. I det fall användaren lämnat sin e-postadress används främst den genom att göra direkta e-postutskick då det i regel ger bästa utfall. Den säkraste och mest uppskattade formen av automatiserad marknadsföring är den som bygger på en existerande relation mellan säljare och kund, alltså där en affär mellan parterna gjorts och uppgifterna om detta köp sedan ligger till grund för e-postutskick till kunden som helt bygger på de varor/tjänster som kunden använder sig av. 
Genom Marketing Automation, eller andra metoder som använder data från användares beteende, önskar man uppnå konvertering, alltså att få ett besök på en hemsida (beteende) att, som med all marknadsföring, leda fram till ett köp (avslut). 
Riktad marknadsföring har förekommit på Internet ända sedan man kunde spåra användares beteende, men till skillnad från den något mer trubbiga metoden att manuellt hantera sådan data så kan Marketing Automation göra det med automatik och till en lägre kostnad.
Marketing Automation fungerar för såväl B2B-företag som för B2C-företag men konsumenter kan ibland uppleva ett intrång i integriteten när man blir varse att ens aktiviteter på Internet lagrats för att sedan användas för marknadsföring, så kallad spam. När det gäller automatiserad marknadsföring mot företag så upplevs den i regel som ett stöd från leverantören, inte minst då den kan ge mervärden för kunden i form av efterfrågade kompletterande tjänster eller produkter som kunder är i behov av. Det är inom e-handel som marketing automation gör störst nytta då direkt konvertering är möjlig, alltså att få ett besök på en hemsida där en produkt/tjänst exponeras, att leda till ett köp.

## Översikt
Marknadsautomatisering spårar aktiviteter i det inledande stadiet av försäljningstratten för att attrahera potentiella kunder. Detta skiljer sig från CRM, som hanterar information om potentiella kunder och deras position i försäljningscykeln. 
Användning av marknadsautomatisering gör processer, som annars skulle utföras manuellt, mycket mer effektiva och möjliggör införandet av nya processer. Marknadsautomatisering kan definieras som processen där teknik används för att automatisera flera upprepande uppgifter, som regelbundet utförs som en del av en marknadsföringskampanj.  
Det finns olika kategorier av programvara för marknadsautomatisering:

### Marknadsintelligens
Använder spårningskoder i sociala medier, e-post och på webbsidor för att spåra beteendet hos alla som är intresserade av en produkt eller tjänst och identifiera deras avsikter. Den kan registrera vilken grupp eller avdelning i sociala medier de har prenumererat på, vilken länk i ett e-postmeddelande de klickade på, eller vilken sökfråga de använde för att komma åt webbplatsen. Analys av flera länkar gör det möjligt att spåra kundernas beteende: klick på länkar och flera avdelningar relaterade till produkt A, men inte till produkt B, visar intresse endast för A. Detta möjliggör mer exakt respons på förfrågningar och utveckling av supportprogram som är inriktade på deras intressen och vertikala marknad.

### Annonsautomatisering
Fokuserar på att automatisera annonsprocessen, vanligtvis med inriktning på hantering av kampanjlivscykeln. Automatiseringen berör olika områden, såsom mediemixmodell, medieplanering, schemaläggning, kampanjinställning, annonsvisning och rapportering. Annonsautomatisering är tillämplig endast på ett eller flera av dessa element och fokuserar på att automatisera antingen hela aspekten eller de mest rutinmässiga uppgifterna – ofta med användning av artificiell intelligens.